# Gavriil Konstantinovitj af Rusland
Gavriil Konstantinovitj af Rusland (russisk: Гавриил Константинович Романов; tr. Gavriil  Konstantinovitj Romanov) (15. juli 1887 – 28. februar 1955) var en russisk prins fra Huset Romanov. Han var den anden søn af storfyrst Konstantin Konstantinovitj af Rusland og hans hustru storfyrstinde Jelisaveta Mavrikjevna (født som prinsesse Elisabeth af Sachsen-Altenburg).

## Biografi
Gavriil Konstantinovitj blev født den 15. juli 1887 i Pavlovsk udenfor Sankt Petersborg i Det Russiske Kejserrige. Han var det andet barn af storfyrst Konstantin Konstantinovitj af Rusland og hans hustru storfyrstinde Jelizaveta Mavrikjevna (født som prinsesse Elisabeth af Sachsen-Altenburg). Prins Gavriil giftede sig den 9. april 1917 i Sankt Petersborg med Antonina Rafailovna Nesterovksaja. Store dele af hans familie blev myrdet under den Russiske Revolution, og han undgik kun selv med nød og næppe at blive henrettet. Han undslap fra Rusland og tilbragte resten af livet i eksil i Frankrig. Han døde den 28. februar 1955 i Paris.

## Eksterne links
- Wikimedia Commons har flere filer relateret til Gavriil Konstantinovitj af Rusland